# Pacific Challenge
Ne doit pas être confondu avec Pacific Nations Cup.
Le World Rugby Pacific Challenge, anciennement Pacific Rugby Cup, est une compétition annuelle de rugby à XV créée en 2006, mettant aux prises des équipes représentatives de nations du Pacifique. Parmi les équipes représentatives récurrentes, on retrouve celles des Fidji, des Samoa et des Tonga.
Elle a pour but de permettre aux meilleurs joueurs des trois archipels de disputer des rencontres à un niveau plus élevé que leurs compétitions locales et les aguerrir en vue des affrontements internationaux.

## Historique
La compétition est créée en 2006, opposant les équipes nationales des Fidji, des Samoa et des Tonga.
En 2011, la compétition s'ouvre à des sélections de développement de Super Rugby d'Australie puis de Nouvelle-Zélande ; ce nouveau format sera reconduit en 2012.
L'équipe réserve du Japon, les Junior Japan, est invitée à participer à l'édition 2013 de la Pacific Rugby Cup en tant que 4e nation principale, aux côtés de celles des Fijdi, Samoa et Tonga. Elles s'opposent à des sélections de développement des franchises de Super Rugby et des équipes académiques, d'Australie puis de Nouvelle-Zélande, avant de se rencontrer entre elles ; organisée par l'International Rugby Board, la nouvelle formule de la compétition est destinée à améliorer la compétitivité des joueurs fidjiens, japonais, samoans et tongiens.
Après des modifications mineures en 2014, la compétition subit un changement de formule plus radical en 2015 : renommée Pacific Challenge, elle est réservée uniquement aux équipes réserves nationales ; les trois nations du Pacifique et les Junior Japan restent parmi les équipes participantes, et sont alors rejoints par les sélections d'Argentine et du Canada.
À partir de 2015, seules des équipes nationales réserves font partie des participants : les équipes océaniques des Fidji, Samoa et Tonga, ainsi que celles de l'Argentine, du Canada et du Japon. Les équipes de l'Argentine et du Canada sont ensuite écartées à partir de l'édition 2016.
Non organisée en 2021 et 2022 en raison de la pandémie de Covid-19, la compétition fait son retour en 2023.

## Identité visuelle

Évolution du logo
Logo la Pacific Rugby Cup.
Logo du Pacific Challenge de 2015 à 2020.
Logo du Pacific Challenge instauré en 2023.

## Équipes participantes en 2024
- Fiji Warriors
- Japon XV
- Manuma Samoa
- Tonga A

## Palmarès
| Saison | Lieu              | Vainqueur     | Score   | Finaliste       |
| ------ | ----------------- | ------------- | ------- | --------------- |
| 2006   | Apia, Samoa       | Savai'i Samoa | 10 - 5  | Fiji Warriors   |
| 2007   | Nukuʻalofa, Tonga | Upolu Samoa   | 35 - 15 | Tau'uta Reds    |
| 2008   | Apia, Samoa       | Tautahi Gold  | 11 - 3  | Upolu Samoa     |
| 2009   | Apia, Samoa       | Fiji Warriors | 19 - 7  | Upolu Samoa     |
| 2010   | Suva, Fidji       | Fiji Warriors | 26 - 17 | Fiji Barbarians |

| Saison | Core Teams    | New-Zealand Conference | Australia Conference | Pacific Island Conference |
| ------ | ------------- | ---------------------- | -------------------- | ------------------------- |
| 2011   | Fiji Warriors | Hurricanes Development | Brumby Runners       | –                         |
| 2012   | Fiji Warriors | Samoa A                | Fiji Warriors        | Fiji Warriors             |
| 2013   | Fiji Warriors | Hurricanes Development | Fiji Warriors        | –                         |

| Saison | Lieu              | Vainqueur           | Score   | Finaliste               |
| ------ | ----------------- | ------------------- | ------- | ----------------------- |
| 2014   | Sydney, Australie | Pampas XV (poule B) | 36 - 21 | Reds A (poule A)        |
| 2015   | Suva, Fidji       | Pampas XV (poule A) | 17 - 9  | Fiji Warriors (poule B) |

| Saison | Lieu        | Vainqueur     | Score  | Finaliste |
| ------ | ----------- | ------------- | ------ | --------- |
| 2016   | Suva, Fidji | Fiji Warriors | 36 - 0 | Samoa A   |

| Saison | Lieu        | Vainqueur     |
| ------ | ----------- | ------------- |
| 2017   | Suva, Fidji | Fiji Warriors |
| 2018   | Suva, Fidji | Fiji Warriors |
| 2019   | Suva, Fidji | Fiji Warriors |
| 2020   | Suva, Fidji | Junior Japan  |
| 2023   | Apia, Samoa | Fiji Warriors |
| 2024   | Apia, Samoa | Japon XV      |

## Bilan
| Équipe            | Titre(s) | Premier–dernier titre |
| ----------------- | -------- | --------------------- |
| Fiji Warriors     | 10       | 2009–2023             |
| Pampas XV         | 2        | 2014–2015             |
| Japon XV          | 2        | 2020–2024             |
| Savai'i Samoa     | 1        | 2006–2006             |
| Upolu Samoa       | 1        | 2007–2007             |
| Tautahi Gold      | 1        | 2008–2008             |
| Nombre d'éditions | 17       | 17                    |